# Zygmunt Milbrandt

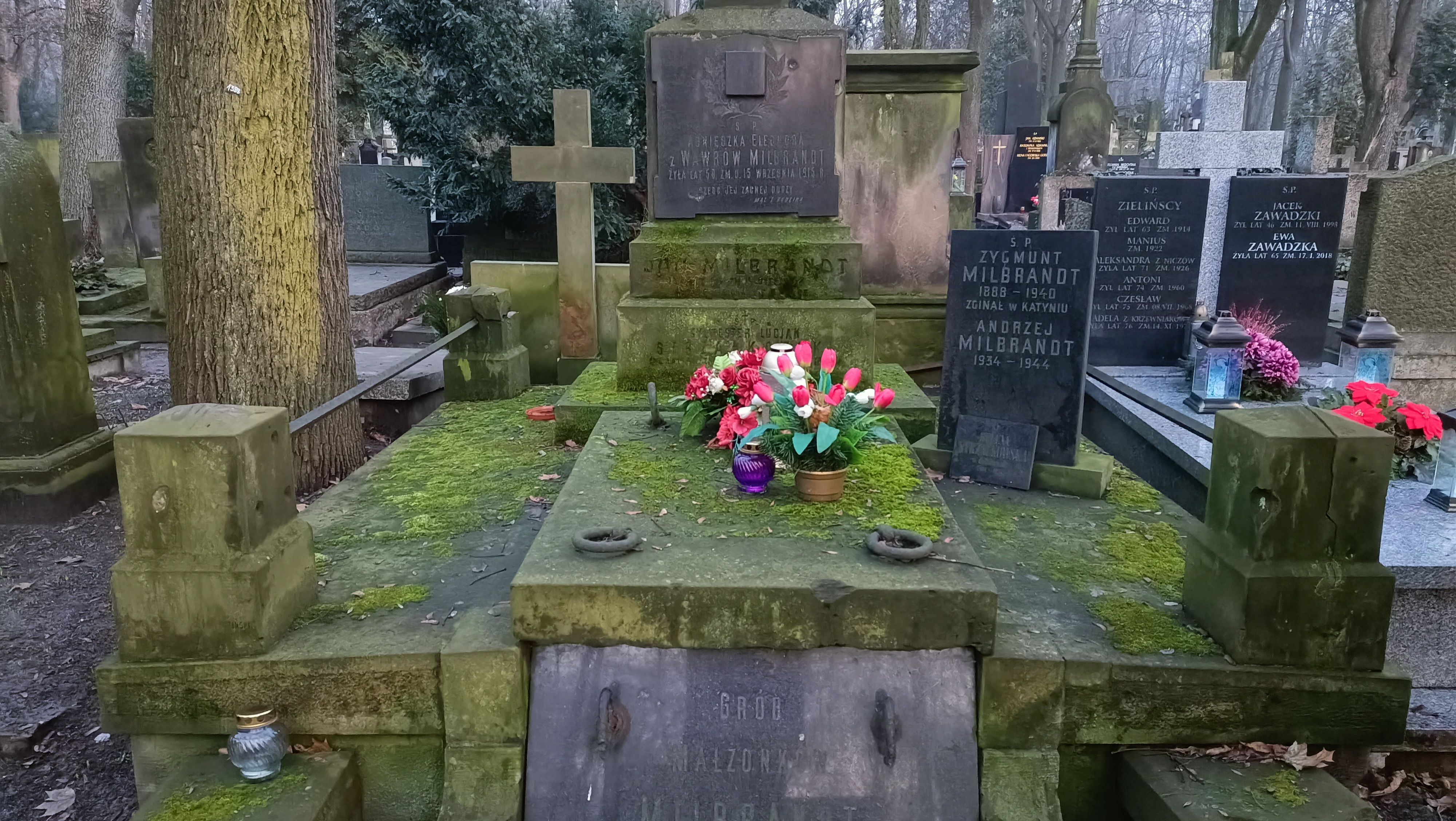
Grób Zygmunta Milbrandta na cmentarzu Powązkowskim w Warszawie

Zygmunt Milbrandt także Millbrandt (ur. 2 maja 1890 w Wyszkowie, zm. 20–22 kwietnia 1940 w Katyniu) – porucznik piechoty rezerwy Wojska Polskiego, działacz niepodległościowy, ofiara zbrodni katyńskiej.

## Życiorys
Był synem Mariana Kajetana i Walerii z Godlewskich. W 1905 wziął udział w strajku szkolnym. W związku z tym świadectwo ukończenia szkoły otrzymał eksternistycznie w Orenburgskim Korpusie Kadetów. W 1911 został wcielony do armii rosyjskiej. Prowadził pracę oświatowo-kulturalną wśród Polaków – żołnierzy rosyjskiego 192 pułku piechoty. W sierpniu 1914, w szeregach tego oddziału, wyruszył na front wschodni. Do 1917 walczył z Niemcami. Dwukrotnie odniósł poważne rany w bitwach pod Jarosławiem i Zasławiem. Był też w Szkole Taborowej w Kamieńcu Podolskim.     
8 maja 1917 wstąpił do Dywizji Strzelców Polskich i został przydzielony do 1 pułku ułanów. Był referentem ds. gospodarczych. Oddział walczył przeciwko Austriakom. 5 lipca 1918, po demobilizacji I Korpusu Polskiego, brał czynny udział w walce z bolszewikami. 16 lipca przyjęty na ewidencję II Korpusu Polskiego na Ukrainie. Był przeciwnikiem kapitulacji, nie wrócił do Polski, za to wyjechał do wojsk na Murmań – to prawie 2 tys. Km na północ od Moskwy, portowe miasto nad niezamarzającym portem nad Zatoką Kolską w pobliżu granicy z Norwegią i Finlandią. 
Jednak nieprzewidziane trudności sprawiły, że trafił na południe na Ukrainę, a tam do konspiracyjnej Polskiej Organizacji Werbunkowo-Agitacyjnej. Pod pseudonimem „Stefan Żabba” prowadził pod kierunkiem płk. dr. Salomonowicza akcję werbunkową wśród Polaków będących żołnierzami armii bolszewickiej, niemieckiej i ukraińskiej m.in. na terenie Kijowa i Kijowszczyzny. Przekonywał ich do powrotu do kraju lub wstąpienia do armii polskiej. W sierpniu 1918 został przez konspiracyjną komendę wojskową wysłany w rejon Kubania - miasto na południu położone nad Morzem Czarnym, by zbadać możliwości przedostania się członków organizacji do mających tam powstać formacji polskich. Po przybyciu nad Don mjr. Kwieciński mianował go komendantem etapu polskiego w Nowoczerkawsku nad Donem. Następnie komenda POW-A powierzyła mu funkcję skarbnika wojsk polskich na Wschodzie. Został odkomenderowany do Odessy. Przybył do Jekaterynodaru, zdał funkcję płk. inż. Konarskiemu, po czym zostaje przydzielony do tworzonej tam intendentury. Został referentem w 4 Dywizji Strzelców Polskich na Kubaniu. W jej składzie wrócił do Polski. 
W lutym 1919 roku wrócił do 14 pułku ułanów, gdzie do stycznia 1920 był kwatermistrzem/intendentem pułku ułanów. Razem z pułkiem odbył kampanię ukraińską. „Poświęcenie się sprawie ojczystej całkowite i bez zastrzeżeń. Sumienne wykonywanie obowiązków w najtrudniejszych chwilach podczas natarcia, obrony i odwrotu z Odessy. Doskonała znajomość rzeczy i nieskazitelna opinia” – opinia płk. Leona Bobickiego. We wniosku na odznaczenie Krzyżem Niepodległości napisano: „Wybitna energia i zmysł administracyjny powodują powierzenie Milbrandtowi szeregu stanowisk w służbie gospodarczej. Służba ta w wojsku nie mającem swojego rządu, była bardzo ciężką i odpowiedzialną, a opartą tylko na osobistym zaufaniu do niego. Przyjęte na siebie obowiązki wypełnił do końca, wykazując niepospolitą energię, wytrwałość i twarde zasady moralne”.  
W styczniu 1920 został kontrolerem w Centralnym Zakładzie Gospodarczym na warszawskiej Pradze. W marcu 1920 został przeniesiony do Departamentu VII Ministerstwa Spraw Wojskowych na stanowisko komendanta gmachu przy ul. Nalewki 4 w Warszawie. „Pracowity i energiczny, nadzwyczaj sumienny i zapobiegliwy, posiada w wielkim stopniu inicjatywę własną i ambicję. Idealizując mundur oficerski dąży do doskonalenia się. Oficer w zupełności nadaje się do objęcia samodzielnego stanowiska” – pisał pomocnik szefa VII Departamentu w sierpniu 1921. 1 czerwca 1921 nadal pełnił służbę w Departamencie VII MSWojsk., a jego oddziałem macierzystym był Wojskowy Okręgowy Zakład Gospodarczy Warszawa Powązki. Awansował do stopnia porucznika ze starszeństwem 1 czerwca 1919. W 1922 został zdemobilizowany. W 1923 był oficerem rezerwy 10 pułku piechoty.  
Do 1926 roku mieszkał w Warszawie przy Marszałkowskiej 60, później przeniósł się do Radomia. W 1926, po przewrocie majowym, przez pewien czas pełnił funkcję komisarza rządowego w Olkuszu. W latach 1926–1928 pracował w firmie amerykańskiej Ulen-Company, gdzie zajmował się kreśleniem i konstruowaniem sieci wodociągowych. Później w fabryce „Maszyn i narzędzi rolniczych” Osińskiego w Radomiu. Od połowy 1929 roku rozpoczął pracę w radomskiej fabryce uzbrojenia. W 1932 został komisarzem rządowym z zadaniem likwidacji związku międzykomunalnego do utrzymywania szpitali publicznych w Radomiu. W 1934, jako oficer rezerwy pozostawał w ewidencji Powiatowej Komendy Uzupełnień Radom. Posiadał przydział do Oficerskiej Kadry Okręgowej Nr I. Był wówczas w grupie oficerów „powyżej 40 roku życia”.
W nieznanych okolicznościach, po agresji ZSRR na Polskę, dostał się do sowieckiej niewoli i został osadzony w obozie w Kozielsku. Między 19 a 21 kwietnia 1940 został przekazany do dyspozycji naczelnika Zarządu NKWD Obwodu Smoleńskiego (lista wywózkowa nr 035/3 z 16 kwietnia 1940). Między 20 a 22 kwietnia 1940 zamordowany w Katyniu i tam pogrzebany. Od 28 lipca 2000 spoczywa na Polskim Cmentarzu Wojennym w Katyniu. Jego symboliczny grób znajduje się na cmentarzu Powązkowskim w Warszawie (kwatera 96, rząd 6, miejsce 5, 6).
W 1920 ożenił się z Marią z Klefasińskich, z którą miał syna Mariana Leszka (ur. 1921). W 1934, po śmierci Marii, zawarł małżeństwo z Heleną Michaliną Holenderską.
5 października 2007 minister obrony narodowej Aleksander Szczygło mianował go pośmiertnie na stopień kapitana. Awans został ogłoszony 9 listopada 2007, w Warszawie, w trakcie uroczystości „Katyń Pamiętamy – Uczcijmy Pamięć Bohaterów”.
Dąb Pamięci posadzony przez parafię Nawiedzenia Najświętszej Maryi Panny w Koczurkach i uczestników Konnej Pielgrzymki Trzebnica-Licheń.

## Ordery i odznaczenia
- Krzyż Walecznych[9][5]
- Medal Niepodległości – 20 lipca 1932 „za pracę w dziele odzyskania niepodległości”[18][6][19]
- Srebrny Krzyż Zasługi[9][8]
- Medal Pamiątkowy za Wojnę 1918–1921[5]
- Krzyż Kampanii Wrześniowej – pośmiertnie 1 stycznia 1986[20]
- Medal Zwycięstwa[8]
- Medal Świętego Jerzego III i IV stopnia[8]

5 listopada 1935 Komitet Krzyża i Medalu Niepodległości ponownie rozpatrzył jego wniosek, lecz Krzyża Niepodległości nie przyznał. 